# Kaga (DDH-184)
JS Kaga (DDH-184) je nosič vrtulníků Japonských námořních sil sebeobrany. Jedná se o druhou a  poslední jednotku třídy Izumo.

## Výzbroj

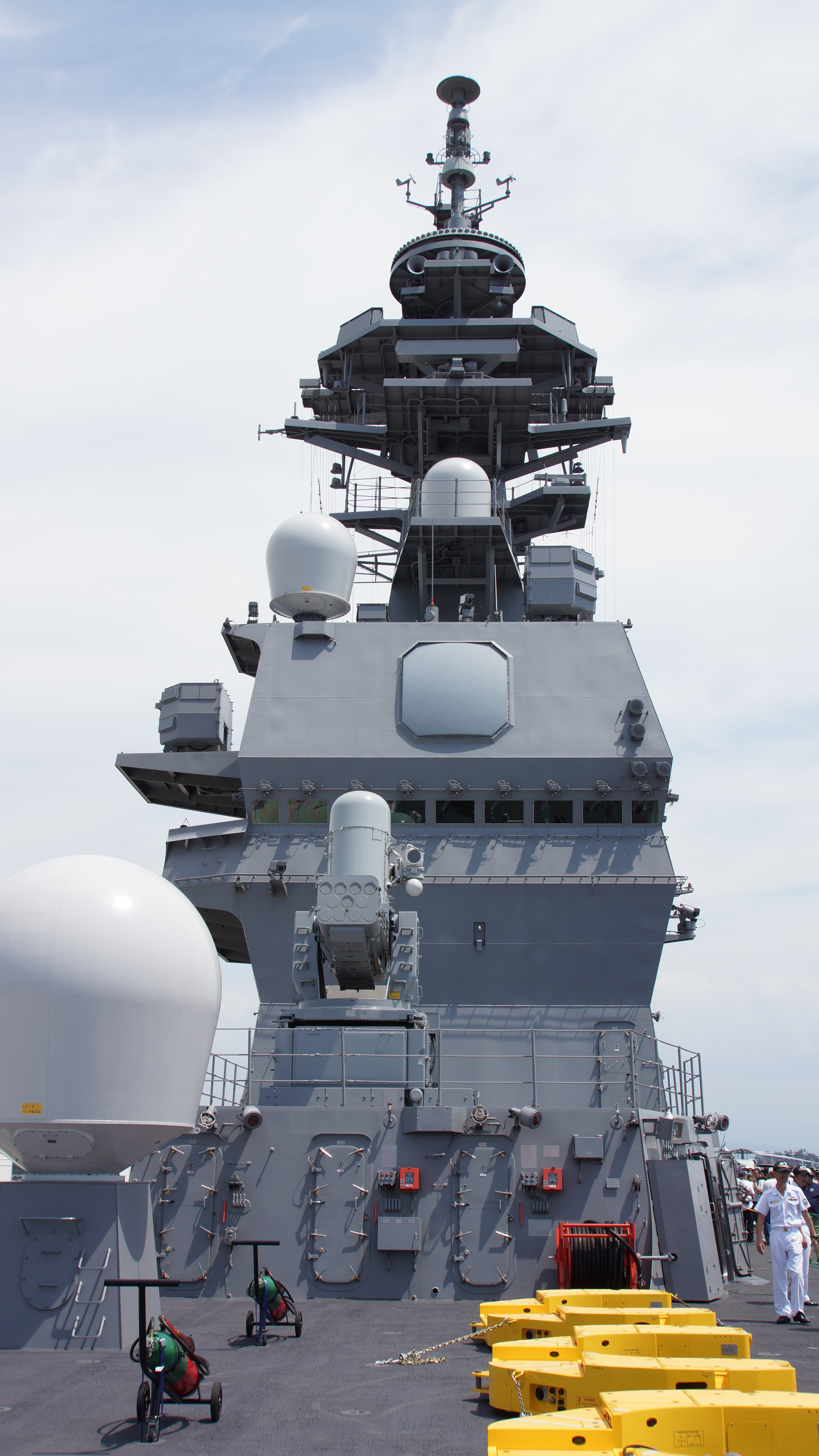
Uprostřed obrázku se nachází systém blízké obrany SeaRAM

Loď je vyzbrojena dvěma 20mm kanónovými systémy blízké obrany Phalanx a dvěma raketovými systémy blízké obrany SeaRAM, které mají za úkol chránit loď před protilodními střelami a nepřátelskými letouny. Kaga běžně nese sedm vrtulníků Sikorsky SH-60 Seahawk a dva vrtulníky MCH-101, ovšem její maximální kapacita je až dvacet osm vrtulníků. Loď projde modifikací, která jí umožní nést palubní víceúčelové stíhací letouny F-35 Lightning II s technologií stealth. Přestavba lodi začala  24. března 2022 v loděnicích Japan Marine United v Kure.